# 保罗·罗默
保罗·迈克尔·罗默（英語：Paul Michael Romer，1955年11月7日—），美国经济学家，纽约大学教授。他曾被认为是经济增长方面的专家并且是诺贝尔经济学奖的有力候选人，之後亦成功在2018年获得诺贝尔经济学奖。
保罗·罗默在1977年获得芝加哥大学物理学学士学位，并于1983年在该校获得经济学博士学位。他被《时代杂志》选为1997年美国最具影响力的25人之一。
2016年10月，保羅·羅默出任世界銀行首席經濟師一職，2018年1月辭職。

## 学术贡献
保罗·罗默最重要的工作是在经济增长领域。经济学家在二十世纪五十年代和六十年代深入的研究了长期的经济增长。其中最为突出的是，罗默在索洛模型的基础上工作开创了人均产出长期稳定增长中技术进步的核算，并以此提出内生增长理论。罗默在该世纪八十年代和九十年代的成就是构造了经济中人们有意识地进行研究开发以促进技术进步的一个数理模型。

## 出版物
- "Growth Cycles," with George Evans and Seppo Honkapojha (American Economic Review, June 1998)
- "Science, Economic Growth and Public Policy" (in B. Smith and C. Barfield, eds., Technology, R&D, and the Economy, Brookings Institution and American Enterprise Institute, 1996)
- "Endogenous Technological Change" (Journal of Political Economy, October 1990)
- "Increasing Returns and Long Run Growth" (Journal of Political Economy, October 1986).